# Mănăstirea Cașin
Mănăstirea Cașin è un comune della Romania di 5 561 abitanti, ubicato nel distretto di Bacău, nella regione storica della Moldavia.
Il comune è formato dall'unione di 4 villaggi: Lupești, Mănăstirea Cașin, Pârvulești, Scutaru.